# Mary Nighy
Mary  Nighy (* 17. Juli 1984 in London England als Mary Bing Jamie Alfreda Leonora Quick Kit Nighy) ist eine englische Schauspielerin, Drehbuchautorin und Regisseurin.

## Leben und Karriere
Mary Nighy wurde am 17. Juli 1984 in London geboren. Sie ist das einzige Kind der Schauspielerin Diana Quick und des Schauspielers Bill Nighy. Sie ist in London aufgewachsen und ging dort in die  City of London School for Girls und die Westminster School zur Schule. 2006 schloss sie ihr Anglistik-Studium an der University College London mit Auszeichnung (First Class Honours) ab. Sie war ein Mitglied der National Youth Theatre of Great Britain und spielte bereits als Jugendliche kleine Rollen in Spielfilmen.
Nighy ist verheiratet mit einem Franzosen und hat zwei Töchter.

### Schauspielerin
2005 wurde Nighy als Teil einer Gruppe von jungen Filmschaffenden in der UK ausgezeichnet, die als Breakthrough Brits vom UK Film Council zu großeren internationalen Bekanntheit geholfen werden sollen.

### Drehbuchschreiberin und Filmregisseurin
In den Jahren 2010–2011 hat sie an den Drehbüchern für zwei Kurzfilme mitgearbeitet: Into the Night und dem Musikfilm Small Town Glory. Sie war Produzentin und Regisseurin des Kurzfilms Player (2008), der nach einem Drehbuch von Sam Hodges gefilmt wurde und 2008 auf dem Miami Short Film Festival Premiere hat. Im Jahr 2010 war sie Mitautorin des Drehbuchs für Into the Night und führte dazu Regie.
2022 hatte ihr erster Langspielfilm, Alice, Darling mit den Schauspielerinnen Anna Kendrick and Wunmi Mosaku in den Hauptrollen auf der Toronto International Film Festival 2022 Premiere. Im Jahr 2023 wurde sie mit diesem Film für den Jordan Ressler First Feature Award nominiert, der auf dem Miami Film Festival im März 2023 vergeben wird.

### Theaterregisseurin
Im Jahr 2012 wurde sie für ihre Regiearbeit bei Shallow Slumber, dem emotionsgeladenen Theaterstück vom irischen Dramatiker und Sozialarbeiter
Chris Lee, am Soho Theatre in London gelobt.

## Filmografie (Auswahl)
- Alice, Darling (Spielfilm, 2022), Regie
- Industry (Fernsehserie, Staffel 1, Folge 7), Regie
- Traces (Kriminalserie, 3 Folgen, 2019–2020), Regie
- Silent Witness (Fernsehserie, 2019, 22. Staffel, Folge 7 und 8), Regie
- Need for Speed (Dating) (Kurzfilm, 2014), Regie
- Small Town Glory (Kurzfilm, 2011), Drehbuch und Regie
- Into the Night (Kurzfilm, 2010), Regie und Produzentin
- Convoy to Cape Town (Dokumentarfilm, 2010), Regie
- Tormented (Spielfilm, 2009) als Helena
- Player (Kurzfilm, 2008), Regie und Produzentin
- Agatha Christie’s Marple: Bertrams Hotel (Fernsehfilm, 2007) als Brigit Milford
- Gallathea (2007, staged reading) als Phillida
- Marie-Antoinette (Spielfilm, 2006) als Princesse de Lamballe[7]
- The Fine Art of Love: Mine Ha-Ha (Spielfilm, 2005) als Hidalla
- Spooks – Im Visier des MI5 (Fernsehserie, 1 Folge, 2004) als Jemma Roberts
- Rosemary & Thyme (Fernsehserie, 1 Folge, 2004) als Fern
- The Lost Prince (Fernsehdrama, 2003) als Prinzessin Mary
- Invitation to the Waltz (Hörspiel, 2001)
- The Young Ambassadors (Hörspiel, 1998)